# François Pétis de la Croix (Orientalist, 1622)
François Pétis de la Croix (* 1622; † 4. November 1695 in Paris) war ein französischer Orientalist.

## Leben
François Pétis de la Croix stammte aus einer englischen Familie. Sein Onkel mütterlicherseits, Claude Guiclet, war Dolmetscher der türkischen Sprache. Durch ihn wurde Pétis bewogen, sich dem Studium der orientalischen Sprachen zu widmen. 1652 wurde er Sekretär und Dolmetscher des Königs Ludwig XIV. für die türkische und arabische Sprache. Vierzig Jahre hindurch versah er dieses Amt gewissenhaft.
Seine Sprachkenntnisse zeigte Pétis in der Übersetzung der Histoire de France ins Türkische. Er gab außerdem die drei Bände der Voyages au Levant heraus, die sein Freund Jean de Thévenot handschriftlich hinterlassen hatte. Auf Befehl des Ministers Colbert übersetzte er die Vorrede des türkischen Schriftstellers Abul-Khair-Tasch Kuprizadeh, und das darin enthaltene Gedicht über das Leben des Dschingis Khan. Colbert war äußerst zufrieden mit dieser Arbeit. Er trug dem Verfasser auf, eine ausführliche Geschichte jenes Eroberers zu schreiben, mit Benutzung der vorzüglichsten morgen- und abendländischen Quellen. Zehn Jahre beschäftigte sich Pétis mit diesem Werk. Alter und Kränklichkeit hinderten ihn, es zu vollenden. Er starb am 4. November 1695 im Alter von 73 Jahren in Paris, einen Monat nach der Verheiratung seines gleichnamigen Sohnes François Pétis de la Croix und wurde im Kirchspiel Saint Jacques de la Boucherie beigesetzt.
Die Histoire du grand Genghiz-Can, premier empereur des anciens Mogols et Tartares erschien 1710 in Paris in einem Duodez-Band. Sie wurde von Pétis’ Sohn herausgegeben, der ein Verzeichnis der Nachfolger des mongolischen Eroberers bis auf Timur und ein Register der für dieses Werk benutzten Autoren hinzufügte. Eine wichtige Quelle war u. a. der persische Geschichtsschreiber Mīrchānd. Das Werk war gründlich gearbeitet und weist einen konzisen Stil auf. Doch enthält es diverse Irrtümer bei den Eigennamen und der Chronologie. Wünschenswert wäre gewesen, dass der Verfasser die geographischen Beschreibungen, statt die Erzählung dadurch zu unterbrechen, in die Anmerkungen verwiesen hätte. Pétis ist auch Verfasser eines Dictionnaire turc-français et français-turc und hat den Catalogue raisonné aller türkischen und persischen Manuskripte, die sich zu seiner Zeit in der königlichen Bibliothek in Paris befanden, abgefasst.